# 4709 Ennomos
4709 Ennomos eller 1988 TU2 är en trojansk asteroid i Jupiters lagrangepunkt L5. Den upptäcktes 12 oktober 1988 av den amerikanska astronomen Carolyn S. Shoemaker vid Palomar-observatoriet. Den är uppkallad efter Ennomos i den grekiska mytologin.
Asteroiden har en diameter på ungefär 91 kilometer.